# Svarttjärnen (Bygdeå socken, Västerbotten, 712920-175168)
Svarttjärnen är en sjö i Robertsfors kommun i Västerbotten och ingår i Kålabodaån-Rickleåns kustområde. Sjön har en area på 0,0308 kvadratkilometer och ligger 36,9 meter över havet.

## Delavrinningsområde
Svarttjärnen ingår i det delavrinningsområde (713088-175355) som SMHI kallar för Rinner mot Vändskärsfjärden. Medelhöjden är 23 meter över havet och ytan är 15,11 kvadratkilometer. Det finns inga avrinningsområden uppströms utan avrinningsområdet är högsta punkten. Avrinningsområdets utflöde mynnar i havet, utan att ha någon enskild mynningsplats. Avrinningsområdet består mestadels av skog (93 procent). Avrinningsområdet har 0,02 kvadratkilometer vattenytor vilket ger det en sjöprocent på 0,1 procent.